# Абрагамовський Степан
Степáн Абрагамо́вський (1857, містечко Микулинці, нині смт Теребовлянського району Тернопільської області — 1916, там само) — український громадський діяч, політик. Батько Стефанії Абрагамовської-Грицко-Кібюк.

## Життєпис
Засновник і керівник товариства «Січ» у Микулинцях; тривалий час — керівник Микулинецького представництва Львівського страхового товариства «Дністер». Голова Української народно-демократичної партії в окрузі; співзасновник та довголітній член управи міської «Просвіти», діяльний в інших українських громадських організаціях.